# Dairy Queen
Dairy Queen, a veces denominada DQ, es una cadena estadounidense de helados suaves y restaurantes de comida rápida propiedad de Dairy Queen International, Inc., una subsidiaria de Berkshire Hathaway. International Dairy Queen, Inc. también es propietaria de Orange Julius y antes Karmelkorn y Golden Skillet Fried Chicken.
El primer restaurante DQ estaba ubicado en Joliet, Illinois. Fue operado por Sherb Noble y se inauguró el 22 de junio de 1940. Sirvió una variedad de productos congelados como helados.
Las oficinas corporativas de la empresa se encuentran en Bloomington, Minnesota.

## Historia
La fórmula de servicio suave fue desarrollada por primera vez en 1938 por John Fremont "J.F." "Abuelo" McCullough y su hijo Alex. Convencieron al amigo y cliente leal Sherb Noble para que ofreciera el producto en su heladería en Kankakee, Illinois. El primer día de ventas, Noble repartió más de 1.600 porciones del nuevo postre en dos horas. Noble and the McCullough abrió la primera tienda Dairy Queen en 1940 en Joliet, Illinois. Si bien este Dairy Queen no ha estado en funcionamiento desde la década de 1950, el edificio todavía se encuentra en 501 N Chicago Street como un hito designado por la ciudad.
Desde 1940, la cadena ha utilizado un sistema de franquicias para expandir sus operaciones a nivel mundial de diez tiendas en 1941 a cien en 1947, 1.446 en 1950 y 2.600 en 1955. La primera tienda en Canadá abrió en Melville, Saskatchewan, en 1953. En los Estados Unidos, el estado con más restaurantes Dairy Queen es Texas. Según el censo de 2010, el estado con más restaurantes Dairy Queen por persona es Minnesota.
En la década de 1990, los inversores compraron tiendas Dairy Queen que eran de propiedad individual, con la intención de aumentar la rentabilidad a través de economías de escala. Vasari, LLC se convirtió en el segundo operador de Dairy Queen más grande del país y operaba 70 Dairy Queens en Texas, Oklahoma y Nuevo México. Cuando las tiendas no eran rentables, estas firmas de inversión cerraban tiendas que no cumplían con sus objetivos de rentabilidad. El 30 de octubre de 2017, Vasari LLC se declaró en quiebra y anunció que cerraría 29 tiendas, incluidas 10 en Texas Panhandle.
International Dairy Queen, Inc. (IDQ) es la empresa matriz de Dairy Queen. En los Estados Unidos, opera bajo American Dairy Queen Corp.
Al final del año fiscal 2014, Dairy Queen reportó más de 6.400 tiendas en más de 25 países; unas 4.500 de sus tiendas (aproximadamente el 70 por ciento) estaban ubicadas en los Estados Unidos.
El símbolo rojo de Dairy Queen se introdujo en 1958.[cita requerida]
La compañía se convirtió en International Dairy Queen, Inc. (IDQ) en 1962.
En 1987, IDQ compró la cadena Orange Julius. IDQ fue adquirida por Berkshire Hathaway en 1998.
Dairy Queens fue un elemento cotidiano de la vida social en las pequeñas ciudades del medio oeste y sur de los Estados Unidos durante las décadas de 1950 y 1960. En ese papel, muchas veces se hace referencia a ellos como un símbolo de la vida en los pueblos pequeños de Estados Unidos, como en Walter Benjamin en Dairy Queen: Reflections at Sixty and Beyond de Larry McMurtry, Dairy Queen Days de Robert Inman y Chevrolet Summers., Dairy Queen Nights de Bob Greene.

## Tiendas
Las tiendas de la compañía operan bajo varias marcas, todas con el logo distintivo de Dairy Queen y con el helado helado característico de la compañía (junto con los restaurantes de la marca registrada había ubicaciones "Brazier" con un segundo piso para almacenamiento, reconocible por sus techos abuhardillados rojos.
A finales de 2014, Dairy Queen tenía más de 6.400 tiendas en 27 países, incluidas más de 1.400 ubicaciones fuera de Estados Unidos y Canadá.
La Dairy Queen más grande de los Estados Unidos se encuentra en Bloomington, Illinois. La tienda más grande del mundo se construyó en Riad, Arabia Saudita. La tienda más concurrida del mundo se encuentra en Charlottetown, Isla del Príncipe Eduardo.

### Tiendas estándar
Si bien algunas tiendas sirven un menú muy abreviado que incluye principalmente golosinas congeladas DQ y pueden estar abiertas solo durante la primavera y el verano, la mayoría de los restaurantes DQ también sirven comida caliente y están abiertos todo el año.
Los lugares denominados "Braseros limitados" pueden ofrecer además hot dogs, sándwiches de ternera (o cerdo) a la barbacoa y, en algunos casos, papas fritas y pollo, pero no hamburguesas. Los restaurantes Dairy Queen Full Brazier sirven un menú normal de comida rápida que incluye hamburguesas, papas fritas y pollo a la parrilla y crujiente, además de delicias congeladas y perros calientes.
En algunos lugares construidos en la década de 1990, el lema "Hot Eats, Cool Treats" se puede ver impreso en las ventanas o cerca del techo del edificio. Un ejemplo de ello fue una antigua ubicación de Dairy Queen Brazier en Woodinville, Washington, donde el lema estaba impreso cerca de la parte superior de las ventanas. Esta ubicación se convirtió en una tienda Grill & Chill a finales de 2016-2017.

### DQ / Orange Julius
También conocido como el concepto "Centro de golosinas", una versión mejorada de las tiendas originales también sirve bebidas y alimentos del menú de Orange Julius. Este era el concepto preferido de la compañía para ubicaciones nuevas a pequeña escala, principalmente en los Food court (patios de comidas) de los centros comerciales. Algunos de los primeros centros de tratamiento también incluían Karmelkorn.

### Brasero Dairy Queen

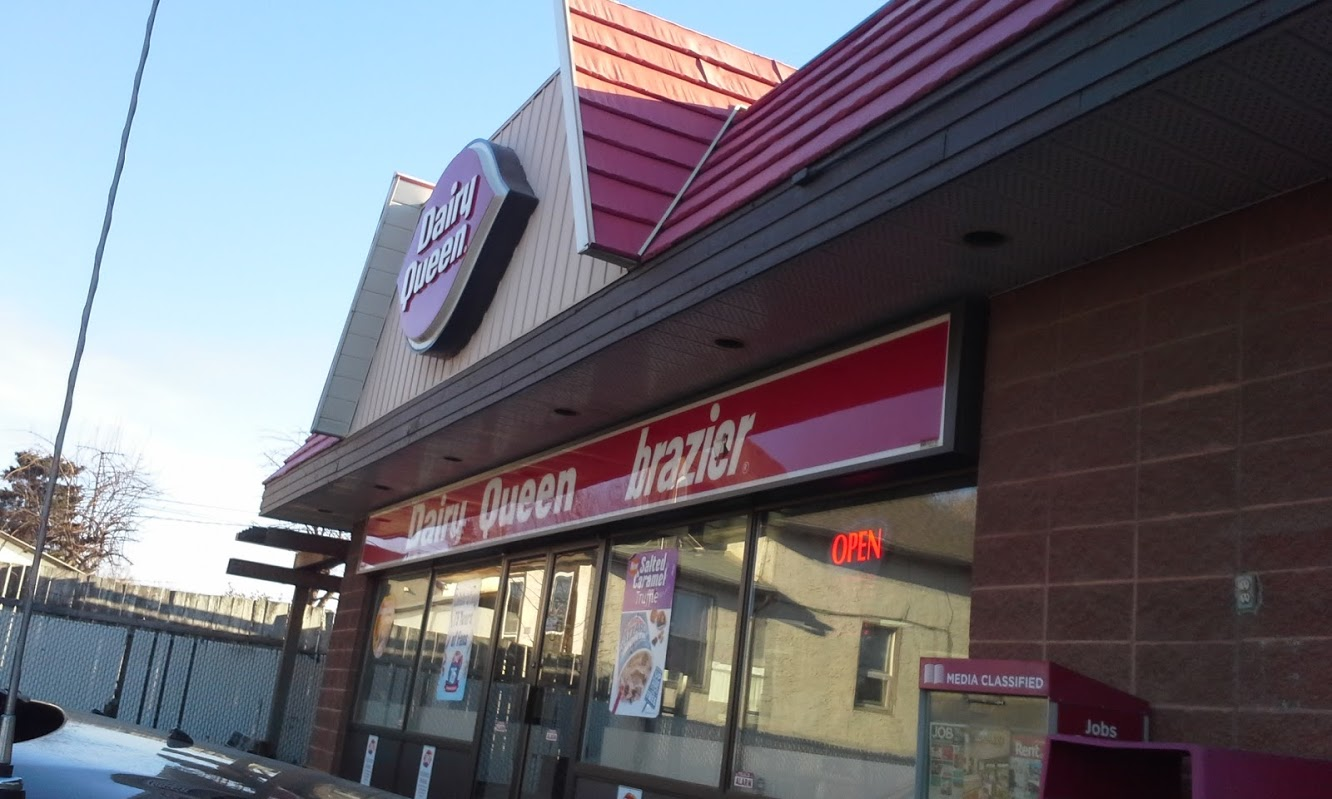
Un brasero de Dairy Queen en Edmonton, Alberta. Este DQ fue renovado en un Grill & Chill.

El nombre "Brazier" se originó en 1957 cuando uno de los franquiciados de la empresa, Jim Cruikshank, se propuso desarrollar el sistema alimentario estandarizado. Cuando fue testigo de las llamas que se elevaban de una parrilla de carbón abierta (un brasero) en un restaurante de Nueva York, supo que había encontrado el concepto Brazier.
El nombre "Blizzard" se ha ido eliminando gradualmente de la señalización y la publicidad desde 1993, aunque no se ha eliminado de toda la señalización existente, especialmente en muchas ciudades más pequeñas y lugares rurales. Desde principios de la década de 2000, las ubicaciones nuevas o renovadas que son similares a los restaurantes Brazier en términos de tamaño y selección de menú, pero que se han actualizado con el logotipo actual o el exterior, suelen llevar el nombre "Restaurante DQ", aunque el localizador de tiendas del sitio web todavía enumera las tiendas que no llevan el nombre "Grill & Chill" como "Dairy Queen Brazier" y las tiendas más pequeñas "Dairy Queen Ltd Brazier" y "Dairy Queen Stores".
Sin embargo, el sitio web de la compañía todavía considera sus líneas de hamburguesas y perritos calientes como "Brazier Foods", según la sección de historia y algunas preguntas frecuentes enumeradas en el sitio web.

### DQ Grill and Chill

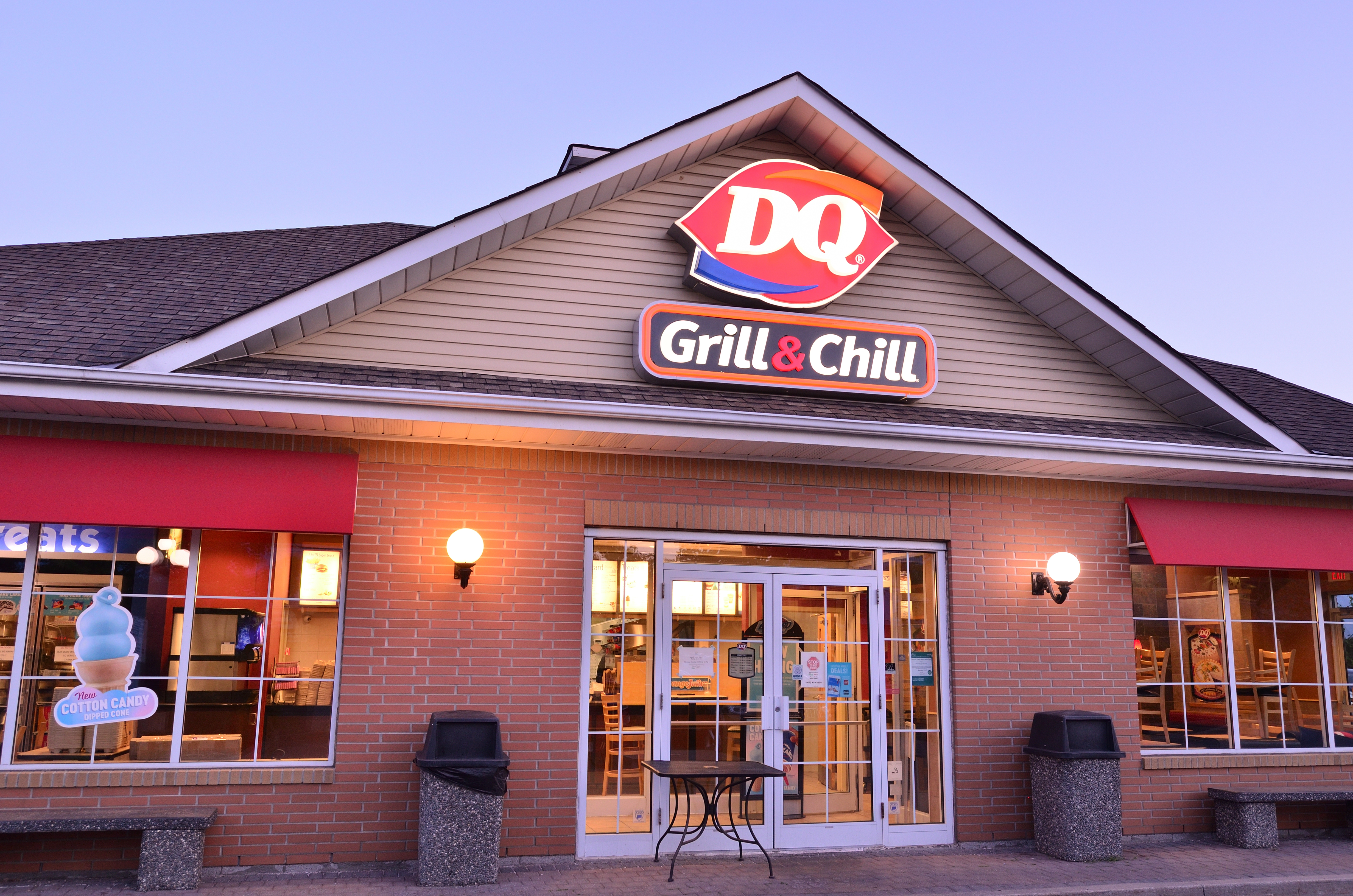
Un DQ Grill and Chill en Canadá

Las ubicaciones de DQ Grill & Chill ofrecen comida caliente, golosinas, entrega a domicilio y refrescos de autoservicio. Es el nuevo concepto para restaurantes de servicio completo nuevos y renovados. Las tiendas son más grandes que las ubicaciones de estilo antiguo y cuentan con un diseño de tienda completamente nuevo. En la mayoría de los casos, ofrecen un menú ampliado que incluye desayuno, hamburguesas a la parrilla y sándwiches a la parrilla, así como un servicio de mesa limitado (los clientes aún hacen pedidos en el mostrador). También contienen fuentes de refrescos de autoservicio que permiten recargas gratuitas. Algunas de las tiendas más antiguas se han actualizado al nuevo formato. Sin embargo, todavía hay tiendas más antiguas que no se han actualizado al nuevo formato. En diciembre de 2001, Chattanooga, Tennessee, fue el sitio de los dos primeros restaurantes Dairy Queen Grill and Chill en los Estados Unidos. El DQ Grill & Chill más grande del país se encuentra en Bloomington, Illinois.

### Texas Country Foods

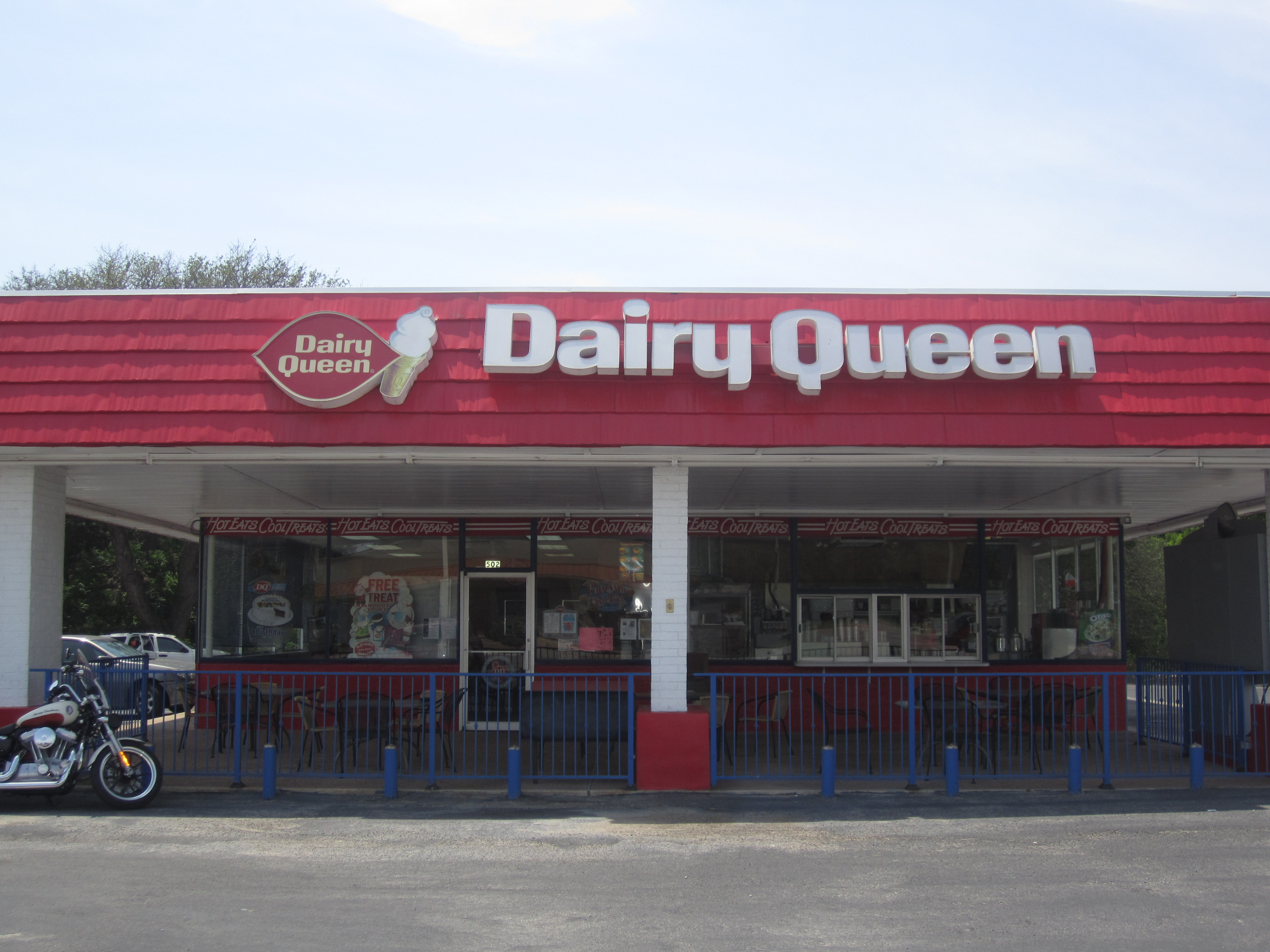
Una tienda Dairy Queen en Burnet en Texas Hill Country, usando el logo anterior de la cadena.

La mayoría de las ubicaciones en Texas, incluidas las que se parecen a los formatos Brazier o DQ Grill & Chill, utilizan un menú de comida caliente independiente con la marca Texas Country Foods. Entre otras diferencias, las hamburguesas "Hungr-Buster" están disponibles en lugar de las ofertas Brazier y GrillBurger. Otras ofertas de comida que no se encuentran fuera de Texas incluyen el sándwich de bistec de pollo frito "Dude", canastas de bistec estilo country, tacos T-Brand y una hamburguesa doble de carne de media libra, el "BeltBuster".
Texas es el estado de Estados Unidos con mayor número de Dairy Queens. Todos los restaurantes Texas Dairy Queen son propiedad y están operados por franquiciados. El Consejo de Operadores de Dairy Queen en Texas (TDQOC) tiene un sitio web independiente del sitio web nacional. Bob Phillips, presentador de la popular serie de televisión sindicada de Texas, Texas Country Reporter, fue durante muchos años el portavoz de DQ en Texas, ya que en ese momento el restaurante era copatrocinador del programa.

## Productos
Los productos de la compañía se expandieron para incluir maltas y batidos en 1950, banana split en 1951, Dilly Bars en 1955 (introducido a la franquicia por Robert Litherland, el copropietario de una tienda en Moorhead, Minnesota), Mr. Misty slush trata en 1961 (más tarde rebautizado como Misty Slush, luego nuevamente como Arctic Rush; a partir de 2017, DQ nuevamente los llama Misty Slush, como se ve en milkqueen.com), Jets, Curly Tops, Freezes en 1964, y una variedad de hamburguesas y otros alimentos cocinados bajo la pancarta Brazier en 1958. En 1962, David Skjerven inventó en 1962 en Grafton, Dakota del Norte, el Buster Bar, que consiste en un helado suave de vainilla en forma de una taza pequeña con una capa y cubierto con maní y chocolate. En 1971, Forrest 'Frosty' Chapman presentó el Peanut Buster Parfait, que consiste en cacahuetes, dulce de azúcar caliente y helado suave de vainilla, en su franquicia de St. Peter, Minnesota. En 1990, se lanzó el Breeze, como un Blizzard, pero se hizo con yogur sin grasa y sin colesterol. Esto se retiró de las tiendas en 2000. En 1995, se introdujo la cesta de tiras de pollo, que consta de tiras de pollo, tostadas de Texas (solo en los EE. UU.), Papas fritas y salsa de crema (salsa en Canadá). Otros artículos incluyen sundae y la bebida de café mezclado, el MooLatte.
La mayoría de las ubicaciones de Dairy Queen sirven productos de Pepsi-Cola, pero a diferencia de la mayoría de los otros restaurantes, dichos contratos no son obligatorios para el franquiciado y, como resultado, algunas ubicaciones sirven productos de Coca-Cola en su lugar. Wendy's (hasta 1998), Subway (hasta 2003), Arby's (hasta 2006; regresó a Coke en 2018), IHOP (hasta 2012) y Applebee's (hasta 2012) también permitieron tal indulgencia en la elección de bebidas antes de firmar acuerdos exclusivos de refrescos con Coca-Cola y Pepsi-Cola, convirtiendo a Dairy Queen en la última gran cadena de restaurantes sin un contrato exclusivo de refrescos hasta 2015, cuando todas las tiendas DQ cambiaron a Coca-Cola.[cita requerida]

### Blizzard

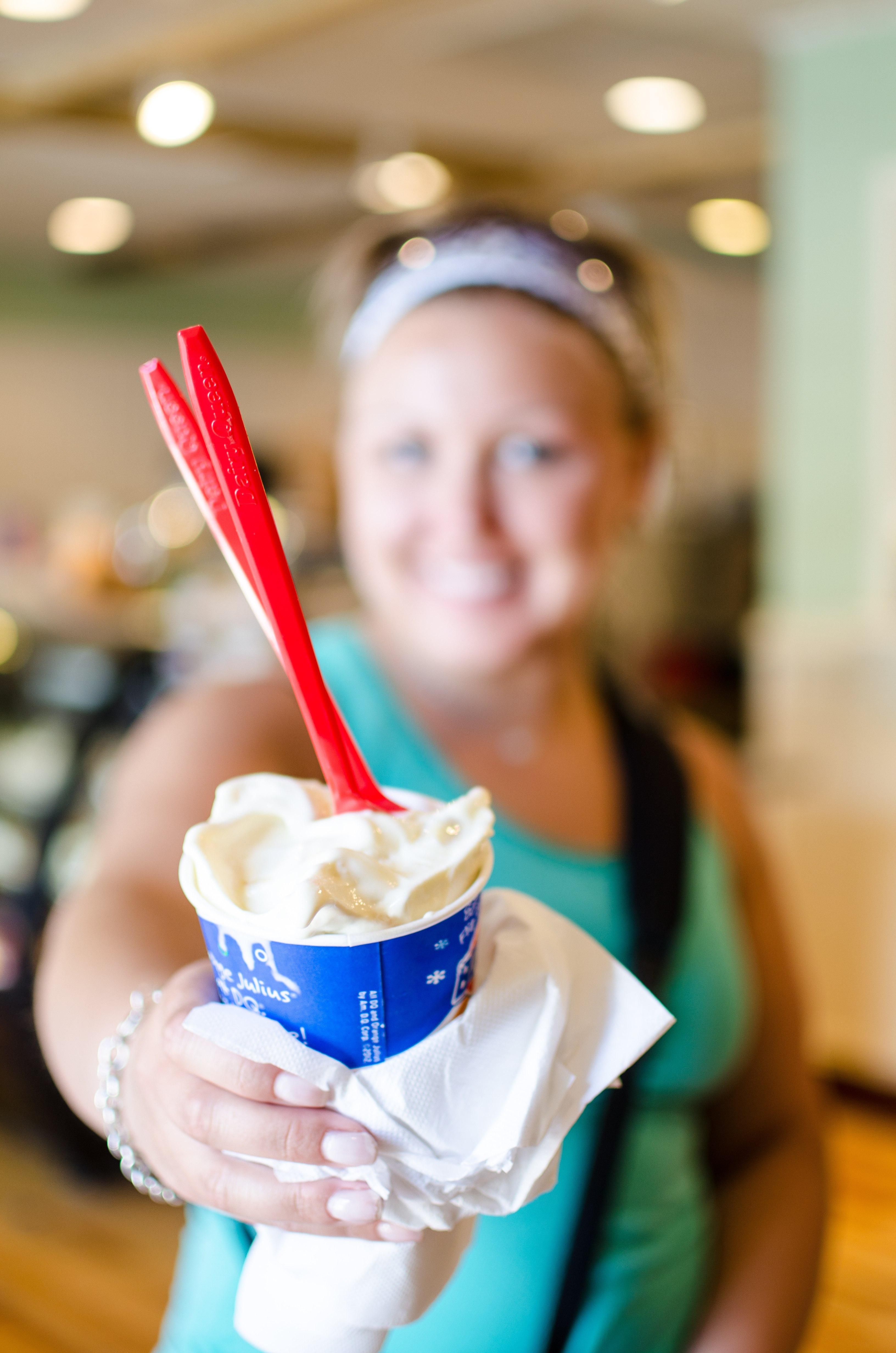
Una mujer sosteniendo una tarta de crema de plátano Dairy Queen Blizzard

Un artículo popular de Dairy Queen es el Blizzard, que se sirve suave mezclado mecánicamente con ingredientes mezclados como coberturas de sundae y/o trozos de galletas, brownies o dulces. Ha sido un elemento básico en el menú desde su introducción en 1985, un año en el que Dairy Queen vendió más de 100 millones de Blizzards. Los sabores populares incluyen galletas Oreo, menta Oreo, masa para galletas con chispas de chocolate, M&M's, Reese's Peanut Butter Cups, Heath Bar (Skor en Canadá) y Butterfinger (Crispy Crunch en Canadá). También se encuentran disponibles sabores de temporada, como el pastel de calabaza de octubre y el algodón de azúcar de junio. Se ha argumentado que Dairy Queen se inspiró en el hormigón servido por Ted Drewes, con sede en St. Louis. El 26 de julio de 2010, Dairy Queen presentó una nueva Blizzard tamaño "mini", servida en 6 oz. tazas. Durante el 25 aniversario de Blizzard, se lanzaron dos sabores especiales: Strawberry Golden Oreo Blizzard y Buster Bar Blizzard. La trufa de caramelo salado se lanzó en 2015 durante el 30 aniversario de Blizzard y el 75 aniversario de Dairy Queen, pero desde entonces se eliminó del menú.
Las ventiscas derivan su nombre de ser tan frías que se pueden sostener boca abajo sin que se derrame. Los empleados demostrarán esto con frecuencia a los clientes. Existe una política de la empresa según la cual el empleado debe dar la vuelta a una Blizzard por pedido. Si esto no ocurre, el cliente puede solicitar un cupón para una Blizzard gratis para usar en su próxima visita, aunque esto queda a discreción del propietario de la franquicia.
Antes de la reintroducción de Blizzard en 1985, Dairy Queen sirvió batidos convencionales "espesos" llamados "Blizzards" en la década de 1960. Estos eran los batidos originales de Blizzard, tan espesos y cremosos que el asistente lo demostraría asombrosamente volteándolos boca abajo. Se vendieron por el precio superior de 50 centavos en 1962. Estos se servían en sabores tradicionales como vainilla, chocolate y fresa, con o sin malta agregada a pedido. La ventisca también fue inventada por Samuel Temperato.
Además, Dairy Queen ofrece un Blizzard Cake en sabores como Oreo y Reese's. Al igual que el tarta helada convencional del restaurante, esta variación está dirigida a celebraciones y cumpleaños.

### Yogur congelado
En 1990, Dairy Queen comenzó a ofrecer yogur helado como una alternativa baja en calorías a su helado suave. El producto se llamó Breeze. Según un representante de la compañía, el helado regular de Dairy Queen tiene 35 calorías por onza, mientras que el yogur helado tiene 25 calorías por onza. Sin embargo, en 2001, la empresa eliminó gradualmente la opción del yogur helado en todas sus tiendas, alegando la falta de demanda.
En 2011, International Dairy Queen Inc. presentó una solicitud de orden judicial preliminar para impedir que Yogubliz Inc, una pequeña cadena de yogur helado con sede en California, venda "Blizzberry" y "Blizz Frozen Yogurt", alegando que los nombres podrían confundir a los consumidores debido a su similitud con Blizzard de Dairy Queen. El juez federal de distrito R. Gary Klausner denegó la solicitud de Dairy Queen.

## Publicidad
Desde 1979 hasta 1981, la cadena de restaurantes utilizó el lema "¡Es un verdadero placer!". Durante muchos años, el lema de la franquicia fue "Te tratamos bien". Desde principios hasta mediados de la década de 1990, los lemas "Hot Eats, Cool Treats" y "Think DQ" se utilizaron y precedieron a la línea mencionada en el jingle de Dairy Queen. Más tarde, se cambió a "Meet Me at DQ" y "DQ: Something Different". Otro eslogan, introducido a principios de 2011, fue "Tan bueno que es RiDQulous" con el logotipo actual de Dairy Queen infundido en la palabra "ridículo". A mediados y finales de la década de 2010, su lema era  "Fan Food, Not Fast Food" ("Comida para fans, no comida rápida"). A partir de 2019, DQ utiliza el eslogan "Happy Tastes Good". El lema Esto es comida para aficionados, no comida rápida todavía se usa en los vasos, envoltorios y cestas de papel.
En Texas, al final de los anuncios, con frecuencia hay una bandera de Texas ondeando y el nuevo logotipo y eslogan de DQ debajo que dice: "Come como un tejano". Los lemas anteriores incluyen "Eso es lo que me gusta de Texas", "Para comidas calientes y golosinas frescas, piense en DQ", "Nadie supera a DQ Treats & Eats", "DQ es un país de valor" y "Este es un país de DQ". Estos anuncios presentaban al presentador de Texas Country Reporter, Bob Phillips, como portavoz, ya que su programa fue patrocinado principalmente por Dairy Queen.
Daniel el travieso apareció en el marketing de Dairy Queen desde 1971 hasta diciembre de 2002, cuando fue despedido porque Dairy Queen sintió que los niños ya no podían relacionarse con él. Desde 2006 hasta julio de 2011, la publicidad se centró en una boca grande con la lengua lamiendo sus labios grandes, que se transforma en el logo de Dairy Queen. La boca se dejó caer en 2011 después de que Grey New York produjera anuncios extravagantes con un hombre apuesto, interpretado por John Behlmann, luciendo un bigote, realizando hazañas locas para que Dairy Queen lo reemplazara. Después de anunciar deliciosas ofertas en el menú, hacía algo escandaloso, como soplar burbujas con gatitos, esquiar en el agua mientras boxea o romper una piñata, de la que cae la gran gimnasta olímpica Mary Lou Retton. Más tarde, la misma empresa hizo comerciales adicionales basados en títulos de situaciones extrañas con el logotipo de DQ colocado en algún lugar, como "Gary DQlones Himself", "¡Ahora es un DQuandary a la hora del almuerzo!", "After The DQonquest" y "Bueno, esto es un Bit DQrazy! ". Todos fueron narrados por un hombre con acento inglés.
En 2015, Dairy Queen y la empresa de ferrocarriles modelo de Milwaukee, Wm. K. Walthers presentó un modelo a escala 1:87 de Walthers Cornerstone HO de un restaurante, uno de la década de 1950 con el logotipo original y otro de 2007, presente con el logotipo actual. Ambos modelos son réplicas con licencia oficial.

### Logotipos

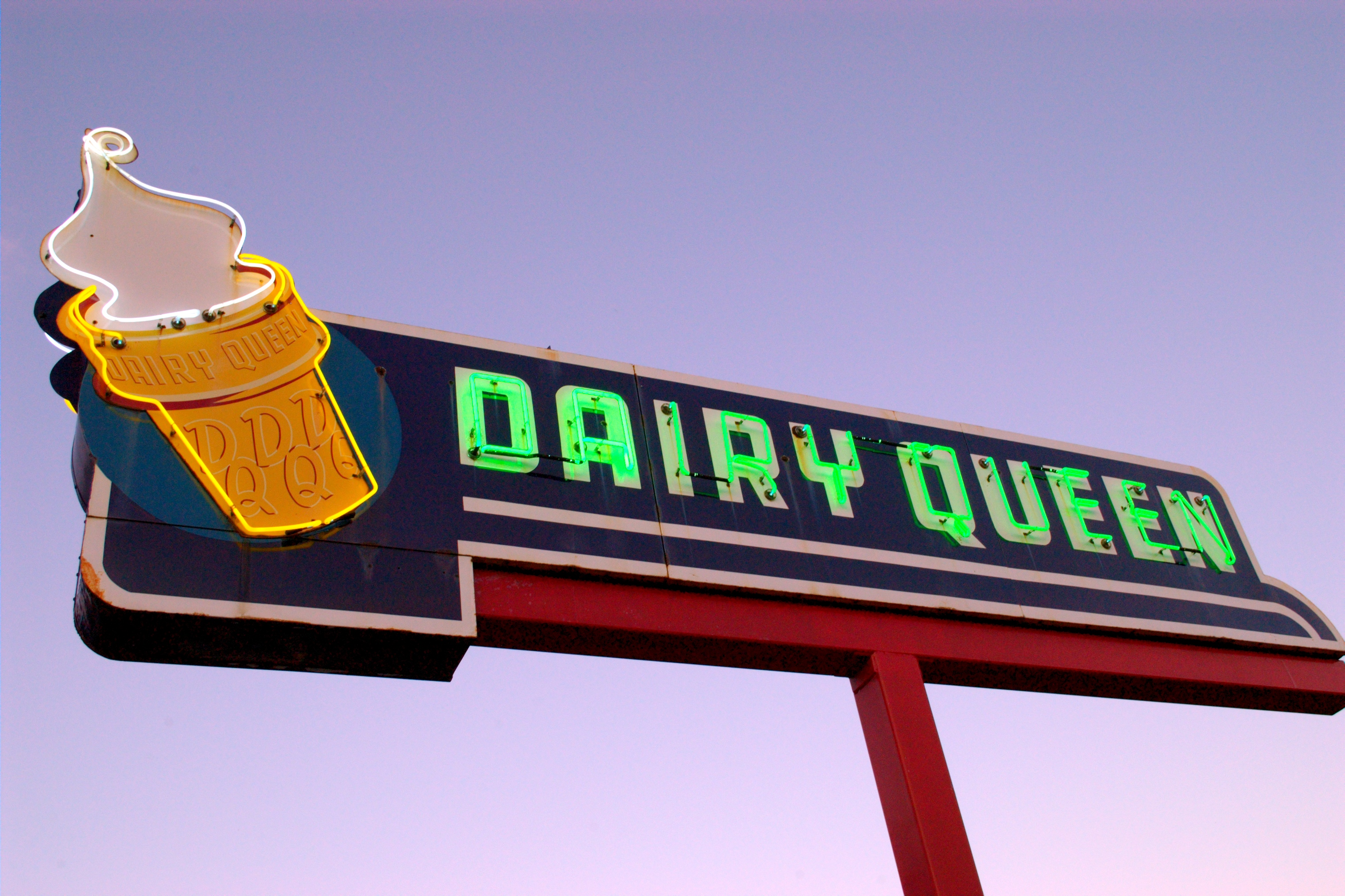
El letrero de neón original de estilo retro con un cono en Ottawa, Ontario

El logotipo original de Dairy Queen era simplemente un letrero de texto estilizado con un cono de helado en un extremo. A finales de la década de 1950, se adoptó el diseño de elipse rojo ampliamente reconocido. La forma inicial era asimétrica, y uno de los puntos laterales tenía una mayor extensión que el otro, especialmente cuando se combinaba con el letrero Brazier, un ovoide amarillo de tamaño similar, metido en diagonal debajo de su compañero. En la década de 1970, ambos lados estaban más estrechamente emparejados, volviéndose simétricos con la actualización de 2007 (consulte las imágenes en línea para comparar). Algunos de los nuevos carteles de la década de 1950 continuaron mostrando un cono de servicio suave que sobresalía del lado derecho.
"Little Miss Dairy Queen" comenzó a aparecer en los carteles de Pensilvania en 1961. Llevaba un gorro holandés, parecido al logotipo de la elipse, con un delantal sobre su vestido y zapatos de madera.
A fines de la década de 1960 se desarrolló un letrero trapezoidal amarillo de Brazier, colocado debajo del logotipo rojo de Dairy Queen. Coincidía con la línea del techo del nuevo diseño de tienda de la época.
La década de 1990 vio un nuevo estilo de diseño, más boxer con franjas rojas que contenían el lema "Hot Eats, Cool Treats" de la época cerca de la línea del techo (algunas tiendas lo han eliminado); a caballo entre el centro de la fachada había un gran cartel azul que era una versión modernizada del diseño de cono de helado suave de principios de la década de 1950, con telas a rayas blancas y rojas saliendo de debajo del nombre completo de Dairy Queen, debajo del cono; el cono en sí estaba ahora frente al edificio, para acomodar el logotipo de la elipse físico; el letrero continuaba más abajo en la pared, con un ángulo y una tira con el logo de "Brazier". Se utilizaron señales de cono adicionales para marcar la entrada y salida de la tienda para los conductores. Este diseño se usó principalmente en tiendas nuevas, pero a veces se usó para remodelar ubicaciones más antiguas.
Aunque se había utilizado indistintamente con el nombre de Dairy Queen durante muchas décadas, "DQ" se convirtió en el nombre oficial de la empresa en 2001. La fuente siguió siendo la misma que en la señalización original introducida 60 años antes. Durante este período, la empresa colocó el símbolo de la marca registrada inmediatamente a la derecha, en la parte inferior del logotipo. Cuando la empresa modernizó sus letreros y logotipos a principios de 2007, modificó la fuente y puso las letras en cursiva, además de agregar líneas en forma de arco, una naranja para representar sus alimentos calientes arriba y una azul abajo para representar sus productos de helado. En el nuevo diseño, el símbolo de la marca registrada se movió para que esté adyacente a la letra "Q". En la primera revisión de su logotipo en casi 70 años, la empresa afirmó que el nuevo logotipo mostraría el crecimiento de la marca y reflejaría la "diversión y el disfrute" asociados con sus productos. Los observadores de la industria publicitaria han señalado que el nuevo logotipo era una actualización innecesaria de una marca industrial conocida y de confianza y que sus nuevas características eran una distracción.
La señalización original todavía se usa en ubicaciones más antiguas o en ubicaciones que utilizan un motivo de diseño "retro" en el diseño de la propiedad. Un ejemplo fue el letrero utilizado en Dairy Queen en Ottawa, Ontario, que fue destruido y reemplazado en 2013.

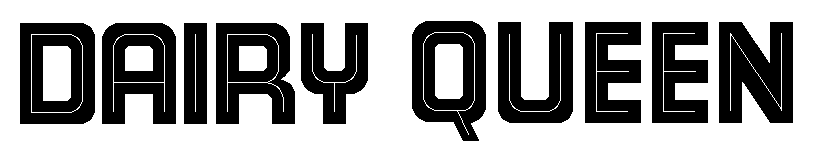
Prototipo del logotipo de Dairy Queen de 1940 a 1960, todavía en uso en un pequeño número de ubicaciones
2007–presente

## Ubicaciones globales
Países a la fecha noviembre de 2021 con ubicaciones de Dairy Queen:
| - Alemania - Bahamas - Baréin - Brunéi - Camboya - Canadá - Islas Caimán - China - El Salvador - Finlandia - Guatemala | - Guyana - Hungría - Italia - Japón - Kuwait - Indonesia - Kuwait - Macau - Malasia - México - Omán | - Panamá - Filipinas - Catar - Arabia Saudita - Corea del Sur - Taiwán - Tailandia - Trinidad y Tobago - Emiratos Árabes Unidos - Estados Unidos |

Países y regiones que anteriormente tenían ubicaciones de Dairy Queen:
| - Austria (se retiró alrededor de 1999) - Camboya (se retiró en 2011) - Chipre - República Dominicana (se retiró en la década de 2000) - Egipto - Gabón - Guam | - España - Laos (se retiró en mayo de 2016) - Marruecos (se retiró en la década de 2000) - Polonia (se retiró en 2016) - Puerto Rico (se retiró en la década de 2000, se espera que vuelva a ingresar, aunque no hay fecha exacta ni estimada) - Francia | - Eslovenia (se retiró en 2000) - Turquía (se retiró en la década de 1990) - Macao (se retiró en 2016) - Vietnam |

## Otras lecturas
- Hinton, S. E. (1967). The Outsiders. New York: Viking Press. ISBN 978-0-14-038572-4. OCLC 228138926.
- Otis, Caroline Hall; Mundale, Susan (1990). The Cone with the Curl on Top: Celebrating Fifty Years, 1940–1990: the Dairy Queen Story. Minneapolis, Minn: International Dairy Queen, Inc. ISBN 0-9629040-0-7. OCLC 22993919.
- Miglani, Bob (2006). Treat Your Customers: Thirty Lessons on Service and Sales That I Learned at My Family's Dairy Queen Store. New York: Hyperion. ISBN 1-4013-8434-X. OCLC 76878287.